# Чернолицая котинга
Чернолицая котинга (лат. Conioptilon mcilhennyi) — южноамериканский вид воробьинообразных птиц из семейства котинговых (Cotingidae), выделяемый в монотипический род Conioptilon. Птицы обитают в тропических и субтропических влажных и болотистых лесах, а также в водо-болотных местностях близ ручьёв, речек, рек и пресноводных озёр на юго-востоке Перу (Укаяли, Куско, Мадре-де-Диос) и соседних регионах Бразилии (верх реки Журуа в штате Акри) и Боливии (Пандо). Обычно птицы встречаются поодиночке либо парами. Длина тела — 23—25 см. Песня птицы короткая, скользящая — «юуйии» последние три звука более громкие, помимо этой песни птицы могут издавать короткий звук «пух» и резкий звук «цоюу».